# Volvo Women's Open 1996
Volvo Women's Open 1996 — жіночий тенісний турнір, що проходив на відкритих кортах з твердим покриттям у Паттайї (Таїланд). Належав до турнірів 4-ї категорії в рамках Туру WTA 1996. Відбувся вшосте і тривав з 18 до 24 листопада 1996 року. Перша сіяна Руксандра Драгомір здобула титул в одиночному розряді.

## Фінальна частина

### Одиночний розряд
Руксандра Драгомір —  Тамарін Танасугарн 7–6, 6–4
- Для Драгомір це був 3-й титул в одиночному розряді за сезон і за кар'єру.

### Парний розряд
Міхо Саекі /  Юка Йосіда —  Тіна Кріжан /  Міягі Нана 6–2, 6–3
- Для Саекі це був 2-й титул за сезон і 3-й — за кар'єру. Для Йосіди це був єдиний титул за сезон і 2-й - за кар'єру.